# Tenis stołowy na Igrzyskach Ameryki Południowej 2018
Tenis stołowy na Igrzyskach Ameryki Południowej 2018 odbywał się w dniach 2–7 czerwca 2018 roku w Coliseo Polifuncional Evo Morales w Cochabamba w siedmiu konkurencjach.

## Podsumowanie

### Klasyfikacja medalowa
| Klasyfikacja medalowa | Klasyfikacja medalowa | Klasyfikacja medalowa | Klasyfikacja medalowa | Klasyfikacja medalowa | Klasyfikacja medalowa |
| --------------------- | --------------------- | --------------------- | --------------------- | --------------------- | --------------------- |
| Miejsce               | Reprezentacja         | Złoto                 | Srebro                | Brąz                  | Razem                 |
| 1                     | Brazylia              | 6                     | 1                     | 1                     | 8                     |
| 2                     | Argentyna             | 1                     | 0                     | 2                     | 3                     |
| 3                     | Chile                 | 0                     | 4                     | 3                     | 7                     |
| 4                     | Kolumbia              | 0                     | 1                     | 3                     | 4                     |
| 5                     | Paragwaj              | 0                     | 1                     | 2                     | 3                     |
| 6                     | Ekwador               | 0                     | 0                     | 2                     | 2                     |
| 7                     | Wenezuela             | 0                     | 0                     | 1                     | 1                     |
| Razem                 | Razem                 | 7                     | 7                     | 14                    | 28                    |

### Medaliści
| Konkurencja    | 1. miejsce                                            | 2. miejsce                                              | 3. miejsce |
| -------------- | ----------------------------------------------------- | ------------------------------------------------------- | --- |
| Gra mieszana   | Brazylia · Bruna Takahashi · Vitor Ishiy              | Kolumbia · Paula Medina · Joaquín Villegas              | Argentyna · Camila Argüelles · Horacio Cifuentes Ekwador · Astrid Salazar · Emiliano Riofrio                            |
| Mężczyźni      |                                                       |                                                         | |
| Gra pojedyncza | Vitor Ishiy                                           | Juan Lamadrid                                           | Gustavo Gómez Víctor Aguirre                                                                                            |
| Gra podwójna   | Argentyna · Gastón Alto · Horacio Cifuentes           | Paragwaj · Axel Gavilán · Víctor Aguirre                | Chile · Gustavo Gómez · Juan Lamadrid Brazylia · Eric Jouti · Vitor Ishiy                                               |
| Drużynowo      | Brazylia · Eric Jouti · Thiago Monteiro · Vitor Ishiy | Chile · Felipe Olivares · Gustavo Gómez · Juan Lamadrid | Argentyna · Gastón Alto · Horacio Cifuentes · Pablo Tabachnik Paragwaj · Axel Gavilán · Darío Toranzos · Víctor Aguirre |
| Kobiety        |                                                       |                                                         | |
| Gra pojedyncza | Bruna Takahashi                                       | Gui Lin                                                 | Daniela Ortega Luisa Zuluaga                                                                                            |
| Gra podwójna   | Brazylia · Bruna Takahashi · Jessica Yamada           | Chile · Judith Morales · Paulina Vega                   | Ekwador · Astrid Salazar · Nathaly Paredes Kolumbia · Luisa Zuluaga · Paula Medina                                      |
| Drużynowo      | Brazylia · Bruna Takahashi · Jessica Yamada · Gui Lin | Chile · Daniela Ortega · Judith Morales · Paulina Vega  | Kolumbia · Luisa Zuluaga · Manuela Echeverry · Paula Medina Wenezuela · Camila Obando · Gremlis Arvelo · Neridee Niño   |